# Saint-Nicolas-de-Sommaire
Pour les articles homonymes, voir Saint-Nicolas.
Saint-Nicolas-de-Sommaire est une commune française, située dans le département de l'Orne en région Normandie, peuplée de 266 habitants.

## Géographie
La commune est au sud du pays d'Ouche et limitrophe du département de l'Eure. Le bourg de Saint-Nicolas est à 7 km au nord de L'Aigle, à 8 km à l'ouest de Rugles et à 9 km au sud-est de La Ferté-Frênel. Le bourg de Saint-Michel-de-Sommaire est à 2 km à l'ouest de celui de Saint-Nicolas et celui de Saint-Pierre-de-Sommaire à 1,5 km à l'est.
| La Ferté-en-Ouche (comm. dél. de Gauville) | La Ferté-en-Ouche (comm. dél. de Glos-la-Ferrière)     | Juignettes (Eure)                |
| La Ferté-en-Ouche (comm. dél. de Gauville) | Saint-Nicolas-de-Sommaire                              | Saint-Antonin-de-Sommaire (Eure) |
| Saint-Symphorien-des-Bruyères              | Saint-Symphorien-des-Bruyères, Saint-Sulpice-sur-Risle | Saint-Martin-d'Écublei           |

### Hydrographie
La commune est située dans le bassin Seine-Normandie. Elle est drainée par le Vernet, le Cauche, le Sommaire, le Val Loge, le ruisseau Val de la Massetière, le Sommaire et un autre petit cours d'eau.
Le Vernet, d'une longueur de 27 km, prend sa source dans la commune de La Ferté-en-Ouche et se jette  dans la Risle à La Vieille-Lyre, après avoir traversé huit communes. 

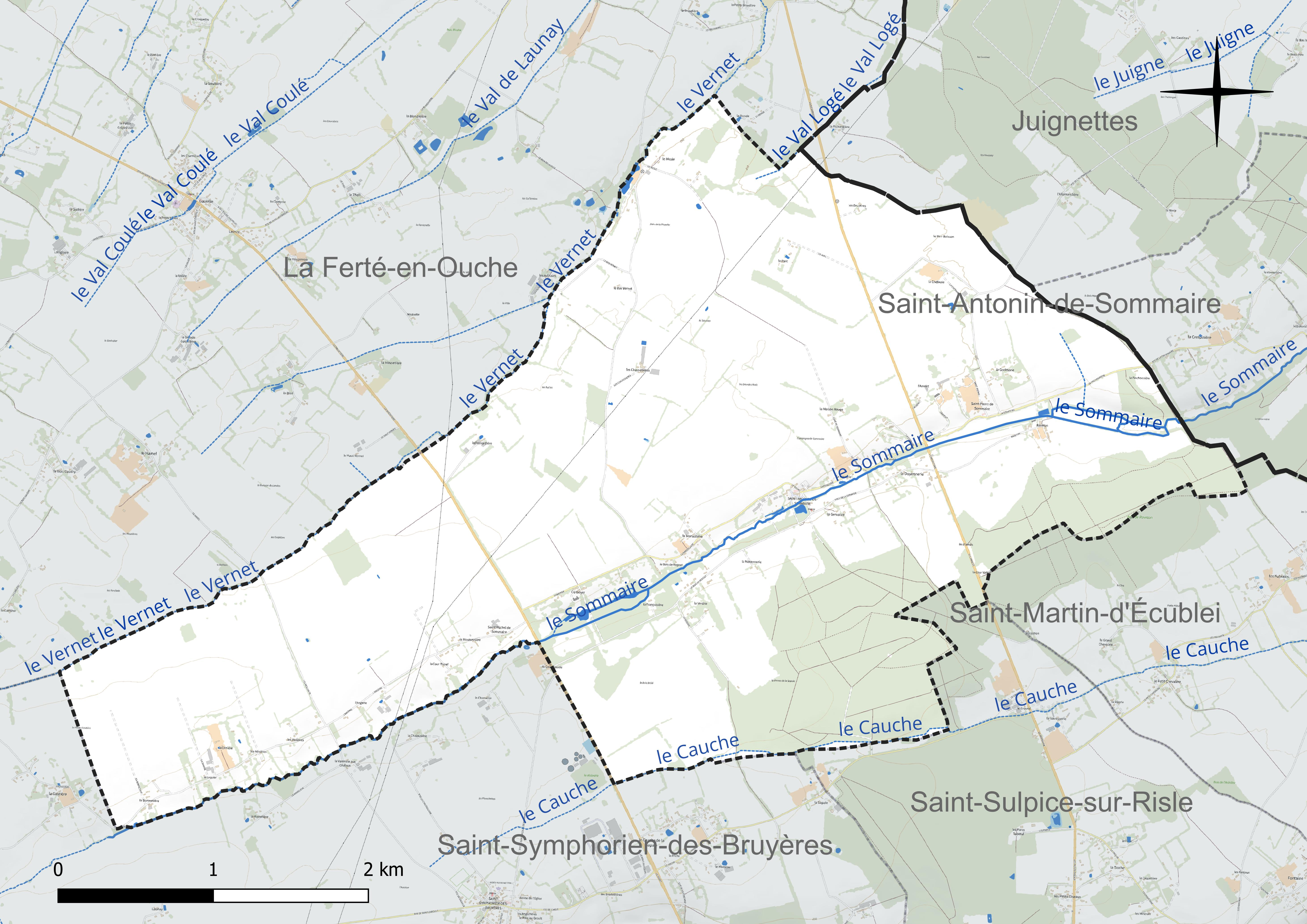
Réseau hydrographique de Saint-Nicolas-de-Sommaire.

Le Cauche, d'une longueur de 11 km, prend sa source dans la commune de Saint-Symphorien-des-Bruyères et se jette  dans la Risle à Rugles, après avoir traversé cinq communes. 
Le Sommaire, d'une longueur de 19 km, prend sa source dans la commune de Saint-Symphorien-des-Bruyères et se jette  dans la Risle à Neaufles-Auvergny, après avoir traversé sept communes. 
Le Val Logé, d'une longueur de 14 km, prend sa source dans la commune  et se jette  dans la Risle à La Neuve-Lyre, après avoir traversé huit communes. 

### Climat
Pour des articles plus généraux, voir Climat de la Normandie et Climat de l'Orne.
En 2010, le climat de la commune est de type climat océanique dégradé des plaines du Centre et du Nord, selon une étude du CNRS s'appuyant sur une série de données couvrant la période 1971-2000. En 2020, Météo-France publie une typologie des climats de la France métropolitaine dans laquelle la commune est dans une zone de transition entre le climat océanique et le climat océanique altéré et est dans la région climatique Normandie (Cotentin, Orne), caractérisée par une pluviométrie relativement élevée (850 mm/a) et un été frais (15,5 °C) et venté. Parallèlement le GIEC normand, un groupe régional d’experts sur le climat, différencie quant à lui, dans une étude de 2020, trois grands types de climats pour la région Normandie, nuancés à une échelle plus fine par les facteurs géographiques locaux. La commune est, selon ce zonage, exposée à un « climat contrasté des collines », correspondant au Pays d'Ouche et au Perche et bénéficiant d’un caractère continental affirmé avec des précipitations atténuées et des amplitudes thermiques fortes.
Pour la période 1971-2000, la température annuelle moyenne est de 9,8 °C, avec une amplitude thermique annuelle de 13,9 °C. Le cumul annuel moyen de précipitations est de 782 mm, avec 12,6 jours de précipitations en janvier et 8,1 jours en juillet. Pour la période 1991-2020, la température moyenne annuelle observée sur la station météorologique la plus proche, située sur la commune de L'Aigle à 5 km à vol d'oiseau, est de 10,6 °C et le cumul annuel moyen de précipitations est de 729,7 mm,. Pour l'avenir, les paramètres climatiques de la commune estimés pour 2050 selon différents scénarios d’émission de gaz à effet de serre sont consultables sur un site dédié publié par Météo-France en novembre 2022.

## Urbanisme

### Typologie
Au 1er janvier 2024, Saint-Nicolas-de-Sommaire est catégorisée commune rurale à habitat très dispersé, selon la nouvelle grille communale de densité à sept niveaux définie par l'Insee en 2022.
Elle est située hors unité urbaine. Par ailleurs la commune fait partie de l'aire d'attraction de L'Aigle, dont elle est une commune de la couronne,. Cette aire, qui regroupe 32 communes, est catégorisée dans les aires de moins de 50 000 habitants,.

### Occupation des sols
L'occupation des sols de la commune, telle qu'elle ressort de la base de données européenne d’occupation biophysique des sols Corine Land Cover (CLC), est marquée par l'importance des territoires agricoles (84,8 % en 2018), une proportion identique à celle de 1990 (84,8 %). La répartition détaillée en 2018 est la suivante : 
terres arables (60,3 %), prairies (20,1 %), forêts (15,2 %), zones agricoles hétérogènes (4,4 %). L'évolution de l’occupation des sols de la commune et de ses infrastructures peut être observée sur les différentes représentations cartographiques du territoire : la carte de Cassini (XVIIIe siècle), la carte d'état-major (1820-1866) et les cartes ou photos aériennes de l'IGN pour la période actuelle (1950 à aujourd'hui).

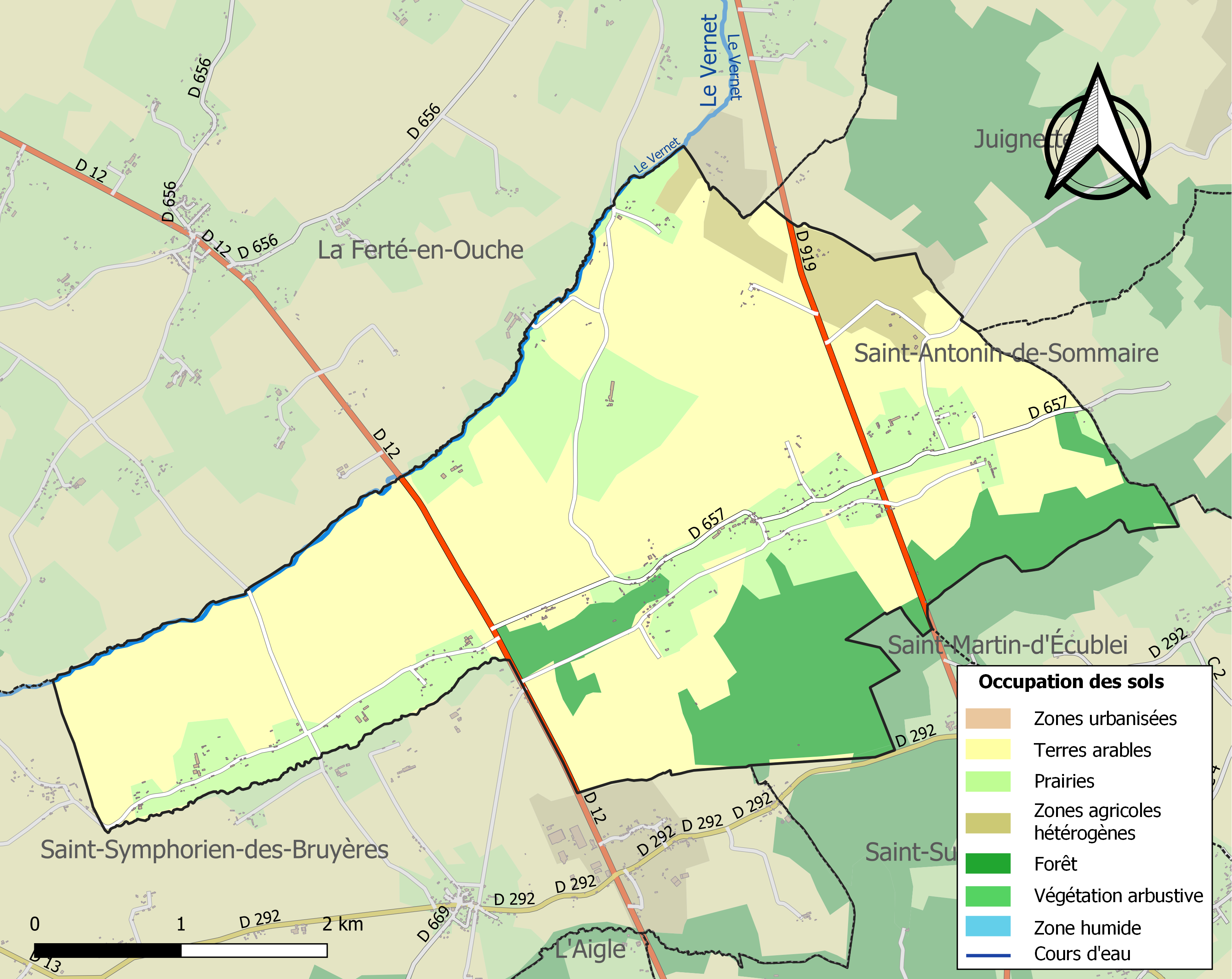
Carte des infrastructures et de l'occupation des sols de la commune en 2018 (CLC).

## Toponymie
Le nom de la localité est attesté sous les formes Nicolas de Sommaire en 1793, Saint-Nicolas-de-Sommaire en 1801.
Situé sur un petit cours d'eau appelé le Sommaire, affluent de la Risle, de sens obscur.
Voir Saint-Antonin-de-Sommaire.

## Histoire
En 1839, Saint-Nicolas-de-Sommaire (234 habitants en 1836) absorbe Saint-Michel-de-Sommaire (91 habitants, à l'ouest du territoire) et Saint-Pierre-de-Sommaire (207 habitants, à l'est).

## Politique et administration
| Période                                  | Période   | Identité            | Étiquette | Qualité |
| ---------------------------------------- | --------- | ------------------- | --------- | ------- |
| 1983                                     | mars 2001 | Bernard Audry       |           |         |
| mars 2001                                | En cours  | Jacky de Taevernier | SE        |         |
| Les données manquantes sont à compléter. |           |                     |           |         |

Le conseil municipal est composé de onze membres dont le maire et deux adjoints.

## Démographie
L'évolution du nombre d'habitants est connue à travers les recensements de la population effectués dans la commune depuis 1793. Pour les communes de moins de 10 000 habitants, une enquête de recensement portant sur toute la population est réalisée tous les cinq ans, les populations de référence des années intermédiaires étant quant à elles estimées par interpolation ou extrapolation. Pour la commune, le premier recensement exhaustif entrant dans le cadre du nouveau dispositif a été réalisé en 2008.
En 2022, la commune comptait 266 habitants, en évolution de −0,37 % par rapport à 2016 (Orne : −3,21 %, France hors Mayotte : +2,11 %).
Saint-Nicolas-de-Sommaire a compté jusqu'à 471 habitants en 1841.
| 1793 | 1800 | 1806 | 1821 | 1836 | 1841 | 1846 | 1851 | 1856 |
| ---- | ---- | ---- | ---- | ---- | ---- | ---- | ---- | ---- |
| 304  | 270  | 267  | 243  | 234  | 471  | 446  | 408  | 380  |

| 1861 | 1866 | 1872 | 1876 | 1881 | 1886 | 1891 | 1896 | 1901 |
| ---- | ---- | ---- | ---- | ---- | ---- | ---- | ---- | ---- |
| 369  | 417  | 417  | 447  | 367  | 340  | 301  | 345  | 320  |

| 1906 | 1911 | 1921 | 1926 | 1931 | 1936 | 1946 | 1954 | 1962 |
| ---- | ---- | ---- | ---- | ---- | ---- | ---- | ---- | ---- |
| 292  | 347  | 247  | 261  | 299  | 293  | 366  | 294  | 268  |

| 1968 | 1975 | 1982 | 1990 | 1999 | 2006 | 2008 | 2013 | 2018 |
| ---- | ---- | ---- | ---- | ---- | ---- | ---- | ---- | ---- |
| 219  | 196  | 166  | 221  | 270  | 268  | 268  | 263  | 274  |

| 2022 | - | - | - | - | - | - | - | - |
| ---- | - | - | - | - | - | - | - | - |
| 266  | - | - | - | - | - | - | - | - |

## Lieux et monuments
- Chapelle Saint-Pierre (XVe siècle), classée Monument historique[31]. Elle abrite de nombreuses œuvres classées à titre d'objets[32].
- Église Saint-Nicolas (XIIe siècle, très remaniée) abritant un ensemble maître-autel, gradins, tabernacle, retable et statues classé à titre d'objet[33].
- Château de Corboyer.
- Manoir de Raveton.
- Manoir de l'Auvent.

## Personnalités liées à la commune
- Guillaume Bessin, prêtre, curé de Saint-Michel de Sommaire, est massacré le 9 septembre 1792 à Laigle en plein dans la tourmente révolutionnaire.
- Antoine Loignon (1819 - 1894 à Saint-Pierre-de-Sommaire), sculpteur originaire de Valenciennes.